# Крчмар
Крчмар је насеље у Србији у општини Мионица у Колубарском округу. Према попису из 2022. било је 233 становника.
Овде се налази Црква Светог Николе у Крчмару.

## Историја
Први помен села је забележен у турском попису (тефтеру) за хиџретску 934. годину, тј. 1527/1528. годину по садашњем рачунању времена.
Транскрибован на модерни турски, са османске арабице, унос са 235. странице тефтера TD 144 је гласио овако:
Kırçmar karye, Valyeva nahiye - Село Крчмар, Нахија Ваљево

## Демографија
У насељу Крчмар живи 404 пунолетна становника, а просечна старост становништва износи 44,0 година (42,9 код мушкараца и 45,3 код жена). У насељу има 157 домаћинстава, а просечан број чланова по домаћинству је 3,09.
Ово насеље је у потпуности насељено Србима (према попису из 2002. године), а у последња три пописа, примећен је пад у броју становника.
|  |

| Демографија | Демографија | Демографија |
| Година      | Становника  | Становника  |
| ----------- | ----------- | ----------- |
| 1948.       | 747         |             |
| 1953.       | 807         |             |
| 1961.       | 829         |             |
| 1971.       | 716         |             |
| 1981.       | 645         |             |
| 1991.       | 545         | 545         |
| 2002.       | 485         | 485         |

| Етнички састав према попису из 2002.‍ | Етнички састав према попису из 2002.‍ | Етнички састав према попису из 2002.‍ | Етнички састав према попису из 2002.‍ | Етнички састав према попису из 2002.‍ |
| ------------------------------------ | ------------------------------------ | ------------------------------------ | ------------------------------------ | ------------------------------------ |
|                                      |                                      |                                      |                                      |                                      |
| Срби                                 | Срби                                 |                                      | 485                                  | 100,0%                               |
| непознато                            | непознато                            |                                      | 0                                    | 0,0%                                 |

| Година пописа     | 1948. | 1953. | 1961. | 1971. | 1981. | 1991. | 2002. |
| ----------------- | ----- | ----- | ----- | ----- | ----- | ----- | ----- |
| Број домаћинстава | 117   | 127   | 194   | 153   | 159   | 150   | 157   |

| Број чланова      | 1  | 2  | 3  | 4  | 5  | 6  | 7 | 8 | 9 | 10 и више | Просек |
| ----------------- | -- | -- | -- | -- | -- | -- | - | - | - | --------- | ------ |
| Број домаћинстава | 44 | 35 | 13 | 23 | 22 | 14 | 2 | 4 | 0 | 0         | 3,09   |

| Пол    | Укупно | Неожењен/Неудата | Ожењен/Удата | Удовац/Удовица | Разведен/Разведена | Непознато |
| ------ | ------ | ---------------- | ------------ | -------------- | ------------------ | --------- |
| Мушки  | 215    | 56               | 134          | 15             | 10                 | 0         |
| Женски | 210    | 34               | 134          | 37             | 4                  | 1         |
| УКУПНО | 425    | 90               | 268          | 52             | 14                 | 1         |

| Пол    | Укупно                    | Пољопривреда, лов и шумарство | Рибарство                            | Вађење руде и камена | Прерађивачка индустрија       |
| ------ | ------------------------- | ----------------------------- | ------------------------------------ | -------------------- | ----------------------------- |
| Мушки  | 147                       | 103                           | 0                                    | 0                    | 17                            |
| Женски | 75                        | 65                            | 0                                    | 0                    | 4                             |
| УКУПНО | 222                       | 168                           | 0                                    | 0                    | 21                            |
| Пол    | Производња и снабдевање   | Грађевинарство                | Трговина                             | Хотели и ресторани   | Саобраћај, складиштење и везе |
| Мушки  | 8                         | 6                             | 4                                    | 2                    | 0                             |
| Женски | 0                         | 0                             | 1                                    | 4                    | 0                             |
| УКУПНО | 8                         | 6                             | 5                                    | 6                    | 0                             |
| Пол    | Финансијско посредовање   | Некретнине                    | Државна управа и одбрана             | Образовање           | Здравствени и социјални рад   |
| Мушки  | 0                         | 0                             | 3                                    | 1                    | 0                             |
| Женски | 0                         | 0                             | 0                                    | 0                    | 1                             |
| УКУПНО | 0                         | 0                             | 3                                    | 1                    | 1                             |
| Пол    | Остале услужне активности | Приватна домаћинства          | Екстериторијалне организације и тела | Непознато            | Непознато                     |
| Мушки  | 2                         | 0                             | 0                                    | 1                    | 1                             |
| Женски | 0                         | 0                             | 0                                    | 0                    | 0                             |
| УКУПНО | 2                         | 0                             | 0                                    | 1                    | 1                             |

## Галерија
- Крчмар - панорама
- Крчмар - панорама
- Крчмар - панорама
- Крчмар - панорама
- Крчмар - панорама
- Крчмар - панорама